# Bogdan Miličić
Bogdan Miličić (in serbo Богдан Миличић?; Užice, 6 gennaio 1989) è un calciatore serbo, difensore dello Jedinstvo Putevi.

## Carriera
Ha giocato nella massima serie dei campionati serbo ed armeno.